# Damaeus canadensis
Damaeus canadensis är en kvalsterart som först beskrevs av Banks 1909.  Damaeus canadensis ingår i släktet Damaeus och familjen Damaeidae. Inga underarter finns listade i Catalogue of Life.